# Селера Віктор
Селера Віктор — американський салат з маринованої селери, винайдений в 1910 році Віктором Хірцлером, знаменитим французьким шеф-кухарем готелю St. Francis у Сан-Франциско, якому також приписують винахід страви Краб Луї. Цю «американську класику» популяризував письменник Кларенс Едворс у своїй книзі 1914 року «Богемний путівник по ресторанах Сан-Франциско».
Для приготування стебла селери тушкують у телячому, курячому або яловичому бульйоні, охолоджують (часто в цитрусовому або оцтовому маринаді), додають болгарський перець і іноді подають з листям салату.